# リシ

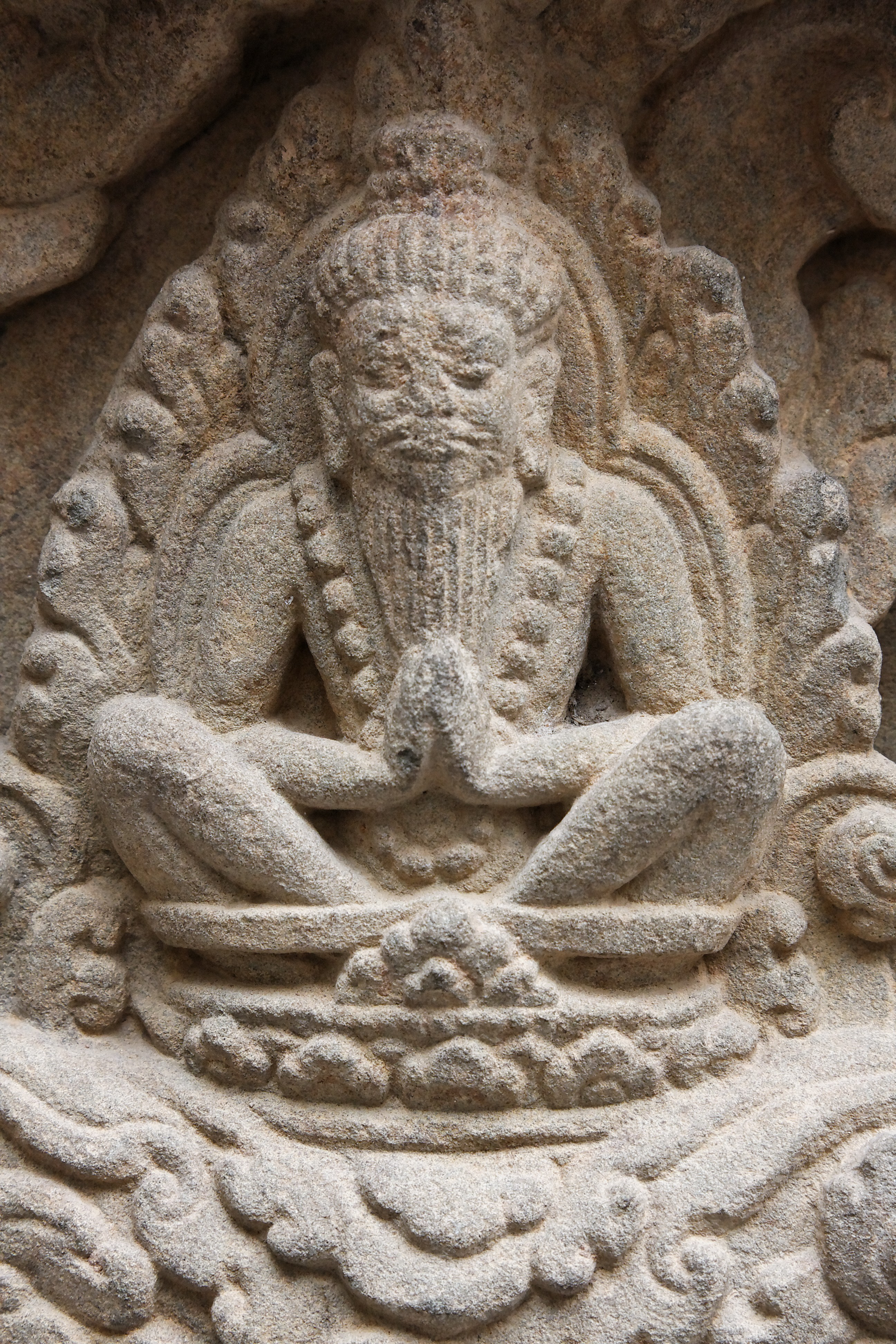
寺院のリシのレリーフ

リシ（梵: ऋषि Ṛṣi、英: Rishi）とは、本来サンスクリットで、ヴェーダ聖典を感得したという神話・伝説上の聖者あるいは賢者達のこと。漢訳仏典などでは「仙」などとも訳され、インド学では「聖賢」などと訳される。または、サンヒターの内の1つ。聖仙とも呼ばれる。

## 一般的性格
インド神話に於いては、ヨーガの修行を積んだ苦行者であり、その結果として神々さえも服さざるをえない超能力（「苦行力」と呼ばれる）を体得した超人として描かれることが多い。また、神秘的霊感を以て宗教詩を感得し詠むという。俗界を離れた山林などに住み、樹木の皮などでできた粗末な衣をまとい、長髪であるという。
一般には温厚であるが、一度怒りを発すると手がつけられなくなり、その超能力で、条件付きの死の宣告（「〜をしたら死ぬ」など）をしたり、雨を降らせないなどの災いを引き起こしたりするという。

## 七聖賢
古来より、ヴェーダの詩聖として七聖賢（सप्तर्षि saptarṣi サプタルシ）と呼ばれるリシが並び称されている。彼らは北斗七星と同一視されているが、その7人の名は資料によって様々である。
- 一例として『マハーバーラタ』では、マリーチ、アトリ、アンギラス、プラハ、リトゥ（Kratu）、プラスティヤ（英語版）、ヴァシシュタとされている。
- ブリグやガウタマも「七聖賢」に数えられることがある。

## おもなリシ
七聖賢以外のリシとして知られるのは、アガスティヤ、ヴィシュヴァーミトラ、ヴィヤーサ、ダクシャ、チヤヴァナなどである。

## バラモンの氏族と聖賢
司祭階級バラモンは、ヴェーダ相伝の系譜を示すものとして、神話上のリシを祖とする氏族（ゴートラ）名を持つ。例えばアトリを祖とするバラモンの家系の場合は、アートレーヤ（アトリの末裔）という氏族名となる。